# Euagra latera
Euagra latera là một loài bướm đêm thuộc phân họ Arctiinae, họ Erebidae.